# 趙明哲 (脫北者)
趙明哲（韓語：조명철，1959年4月2日—），著名朝鮮脫北者，出身於平壤。金日成綜合大學畢業，後來逃離朝鮮到韓國。曾當選韓國國會第19屆國會議員。

## 生平
趙明哲由於出身於朝鮮幹部家庭，與生俱來享有特權，其父趙哲俊是朝鮮建設部長，母親是俄文翻譯員兼大學教授，趙明哲在朝鮮時進入金日成綜合大學就讀，並取得博士學位，擔任該大學經濟學教授。由於訪問中國時感受到朝鮮體制的不自由，1994年7月18日趙明哲逃離朝鮮。
由於趙明哲對於朝鮮體制深有了解，對朝鮮的動向常作出深刻的分析，被認為是韓國最具權威的朝鮮問題專家之一。2011年6月7日，趙明哲當選韓國统一研究院院長。
2012年4月，趙明哲得到韓國執政黨新國家黨提名，以比例代表制參選韓國國會選舉。並且廣獲在韓脫北者支持。最後在4月11日的選舉中，趙明哲當選為大韓民國國會第19屆國會議員。5月就任，2016年5月卸任。